# Coddingtonia erhuan
Espèce
Coddingtonia erhuan est une espèce d'araignées aranéomorphes de la famille des Theridiosomatidae.

## Distribution
Cette espèce est endémique du Yunnan en Chine,. Elle se rencontre dans les xians de Gongshan, de Longling et de Fugong.

## Description
La femelle holotype mesure 1,66 mm.

## Publication originale
- Feng & Lin, 2019 : Three new species of the genus Coddingtonia from Asia (Araneae, Theridiosomatidae). ZooKey, no 886, p. 113-126 (texte intégral).